# Method Man
Method Man (født Clifford Smith, 1. april , 1971 i Hempstead, Long Island, New York) er en amerikansk rapper og medlem af hip hop-gruppen Wu-Tang Clan. Han er også velkendt som solosanger og deltager ofte med sin gode ven, Redman. Method Man er også kendt for sin optræden i utalige filmproduktioner. 

## Også kendt som
- Big John Stud
- The Ghost Rider (fra tegneserien Ghost Rider)
- Hot Nickelz
- Hot Nixon
- Iron Lung
- John-John
- Johnny Blaze (fra tegneserien Ghost Rider)
- Johnny Dangerous
- John-John Blaizini
- Maximillion
- Methtical (Meth-tical)
- Meth
- Meth-Tical
- Mr. Meth
- MZA ("The Mizza")
- The Panty Raider
- Shakwon (5% Nation "righteous name")
- Tical
- Ticallion Stallion

## Discografi

### Album
- 1994 – Tical (Platinum)
- 1998 – Tical 2000: Judgement Day (Platinum)
- 1999 – Blackout! (with Redman) (Platinum)
- 2004 – Tical 0: The Prequel
- 2006 – 4:21 The Day After

### Singler og EP'er
- 1994 – "Bring The Pain"
- 1995 – "I'll Be There For You/You're All I Need To Get By" (with Mary J. Blige)
- 1995 – "Release Yo' Delf"
- 1998 – "Break Ups 2 Make Ups"
- 1998 – "Judgement Day"'
- 1998 – "Grand Finale" (with DMX, Nas & Ja Rule)
- 1999 – "Tear It Off" (Method Man & Redman)
- 1999 – "Da Rockwilder" (Method Man & Redman)
- 1999 – "Y.O.U." (Method Man & Redman)
- 2004 – "What's Happenin" (with Busta Rhymes)
- 2005 – "The Show"

## Filmografi
- 2014 – The Cobbler....... Leon Ludlow
- 2005 – Venom ................ Deputy Turner
- 2004 – Method & Red ......... Method Man ( TV )
- 2004 – Soul Plane ........... Muggsy
- 2004 – Garden State ......... Diego
- 2004 – My Baby's Daddy ...... No Good
- 2003 – Scary Movie 3 ........ Som sig selv
- 2001 – How High ............. Silas
- 1999 – Black & White ........ Som sig selv
- 1998 – Belly ................ Shameek
- 1997 – Cop Land ............. Shondel
- 1997 – One Eight seven ...... Dennis Broadway
- 1996 – The Great White Hype . Som sig selv